# Santa Rosalía
Santa Rosalía, mit einer Einwohnerzahl von ca. 12.000, ist eine alte Bergwerksstadt und der Verwaltungssitz des Municipio Mulegé im Bundesstaat Baja California Sur in Mexiko.

## Geschichte
Die Stadt verdankt ihre Existenz und Gründung den in der Region 1868 entdeckten reichen Kupfervorkommen. Die Verarbeitungsanlagen und der Verschiffungshafen wurden von der französischen Compagnie du Boleo gebaut und 1885 in Betrieb genommen. Die Gesellschaft brachte u. a. indianische Arbeiter aus dem mexikanischen Bundesstaat Sonora nach Santa Rosalía, die sich heute Oaxacas [wɑˈhɑkɑs] nennen.
Die Compagnie du Boleo arbeitete bis 1954, als ihre steuerfreie 70-Jahre-Konzession auslief und der Betrieb deshalb nicht mehr kostendeckend war. Die Gesellschaft ging in Insolvenz und die Mine wurde geschlossen. Um die Wirtschaft der Stadt zu stützen, übernahm die mexikanische Regierung die Anlagen und betrieb sie unter dem Namen CMSRSA (Compañía Minera Santa Rosalía S.A.) bis 1985. Dann wurde der permanent defizitäre Betrieb endgültig eingestellt. Die Fabrikanlagen verfielen langsam, bestimmen aber noch heute das Bild der Stadt: der Schornstein und die Abraumhalden über der Stadt, die Schmelze und der alte Verladeturm am Hafen. Einiges wurde zu Ausstellungsstücken umfunktioniert, wie z. B. die Lokomotive am Eingang zur Altstadt oder verschiedene Maschinen auf der Mesa francésca.
Im Jahre 1992 erwarben kanadische Investoren eine neue Konzession, und in den folgenden 15 Jahren ergaben Probebohrungen und Tests, dass noch immer gewaltige Mengen an Kupfererz sowie erhebliche Vorkommen von Kobalt, Zink und Mangan vor Ort lagen. Im Jahre 2010 begann der Konzessionsinhaber, Minera y Metallurgica del Boleo (“MMB”), eine Tochterfirma der Baja Mining Corp. aus Vancouver, mit dem Bau der notwendigen hydrometallurgischen Anlagen, aber Kostensteigerungen zwangen Baja Mining im Jahre 2012 dazu, ein koreanisches Konsortium als federführenden Mehrheitsaktionär hinzuzunehmen. Das Konsortium wird von der staatlichen Korea Resources Corporation (“KORES”) dominiert und besitzt seit 2013 90 % der MMB. Die Produktion hätte 2015 beginnen sollen.
Die meisten Einwohner der Stadt leben heute allerdings von der Hochseefischerei und den fisch-verarbeitenden Betrieben.

## Deutsche Großsegler im Ersten Weltkrieg
Beim Ausbruch des Ersten Weltkriegs im August 1914 befanden sich zwölf deutsche Großsegler in Santa Rosalía, die Koks für die Kupferhütte der Compagnie du Boléo angeliefert hatten und/oder Kupfererz laden wollten. Sie wurden von der mexikanischen Regierung dort interniert und blieben bis 1921 dort als Auflieger. Darunter waren die Adolf Vinnen, die Helwig Vinnen, die Walküre, die Egon, die Hans, die Orotava, die Reinbek, die Lasbek, die Schürbek, die Thielbek und die Wandsbek. Bei Kriegsende waren die Schiffe aufgrund jahrelang vernachlässigter Wartung in sehr schlechtem Zustand. Da das Deutsche Reich nach dem Versailler Vertrag den größten Teil seiner Handelsflotte abgeben musste, wurden sie schließlich, als Kriegsbeute konfisziert, im Jahre 1921 für insgesamt lediglich 350.000 US-Dollar an die US-amerikanische Holz- und Papierfirma Robert Dollar & Co. aus San Francisco bzw. deren Tochterfirma Dollar Steamship Co. verkauft.

## Sehenswertes
- Santa Rosalías Altstadt ist schachbrettförmig angelegt mit einer in Niederkalifornien einzigartigen Bebauung. Die Häuser und Geschäfte vom Ende des 19. Jahrhunderts sind aus Holz und äußerst eng aneinander gebaut. Sie stehen Wand an Wand und es gibt zwischen ihnen keine Lücken, weshalb der Feuerschutz in Santa Rosalía eine vorrangig große Bedeutung besitzt.
- Das bekannteste Bauwerk der Stadt ist die nahezu komplett aus Stahl gebaute Kirche Santa Barbara in der Avenida Obregón. Sie wurde 1884 von Gustave Eiffel, dem Erbauer des Eiffelturms in Paris, als Prototyp für Missionskirchen in französischen Kolonien entworfen, 1887 gebaut und 1889 auf der Weltausstellung in Paris 1889 ausgestellt und prämiert. Sie sollte ursprünglich nach Afrika gebracht werden, wurde aber 1894 – in ihre Einzelteile zerlegt – von Charles Laforgue, dem Direktor der Compagnie du Boleo, in einem Lagerhaus in Belgien entdeckt. Er kaufte sie, ließ sie um das Kap Hoorn nach Santa Rosalía verschiffen und 1897 dort aufbauen.
- Die technischen Bauten aus der Zeit der Kupferförderung, stählerne Gerippe, die einst die Verarbeitungshallen und Maschinen beherbergten sind noch zu besichtigen. Die Gemeinde Santa Rosalía ist bestrebt, dieses Industriedenkmale zu erhalten.
- Die Biblioteca Mahatma Gandhi besitzt eine große Auswahl an Dokumentationen über die Kupferzeit.
- Die ehemalige französische (heute mexikanische) Bäckerei Panaderia el Boleo.

## Verkehr
Der von El Boleo gebaute Hafen ist heute der Fährhafen aus dieser Region zum Festland nach Guaymas im Bundesstaat Sonora mit täglicher Verbindung. Südlich von Santa Rosalía, auf halbem Wege nach Mulegé, gibt es einen kleinen Flughafen mit täglicher Flugverbindung nach Guaymas. Der Flug dauert etwa 20 Minuten, die Fähre benötigt ca. 8 Stunden.